# Эскудо

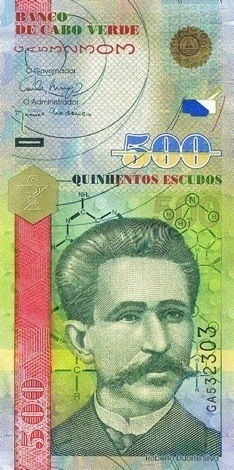
Эскудо Кабо-Верде

Эскудо (исп. и порт. escudo) — испанские и португальские золотые монеты XV—XVIII веков, а также денежная единица ряда стран в XIX—XX веках. В настоящее время является наименованием национальной валюты Кабо-Верде.

## Этимология
В переводе с испанского и португальского языков escudo означает «щит», «герб», «гербовый щит» (от лат. scutum), который являлся традиционным элементом оформления почти всех монет, носивших это название. Родственными escudo (с точки зрения происхождения и значения) словами называются монеты: итальянский скудо (итал. scudo) и французский экю (фр. ecu от старофр. escu), которые также происходят от лат. scutum.
В русском языке слово «эскудо» может использоваться как в среднем роде, так и в мужском.

Геральдические щиты на монетах Испании, Португалии, Италии и Франции
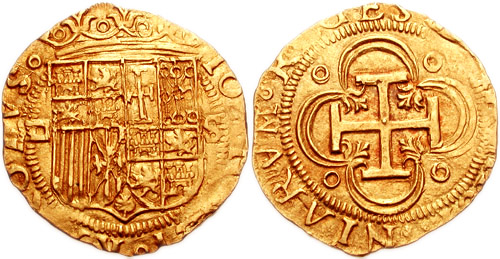
Эскудо Карла I, первая половина XVI века
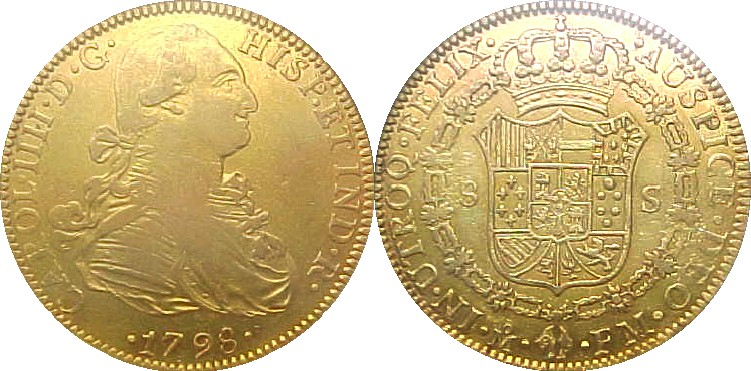
Испанские восемь эскудо (квадрупль) конца XVIII века, чеканка Мехико
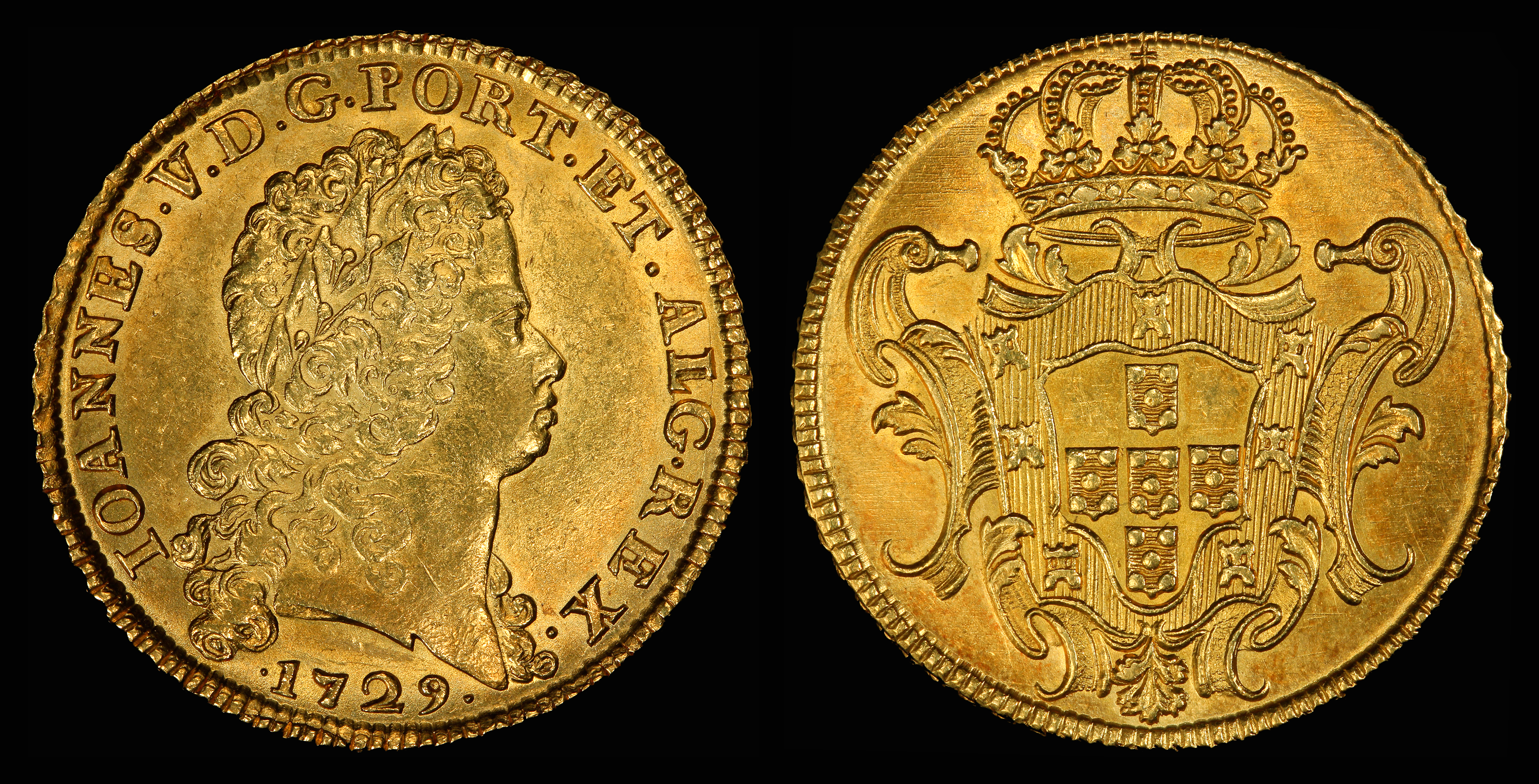
Португальские 8 эскудо (квадрупль), 1729 год
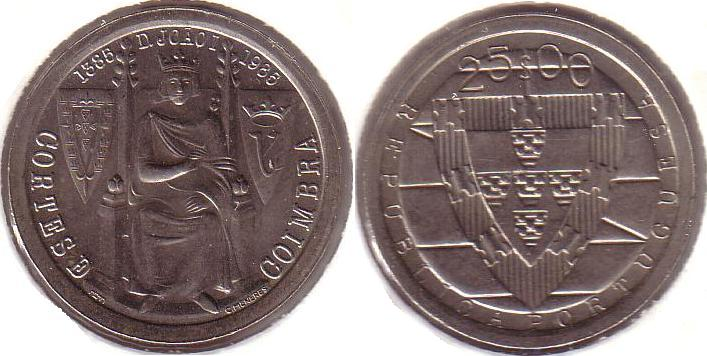
Португальские 25 эскудо конца XX века
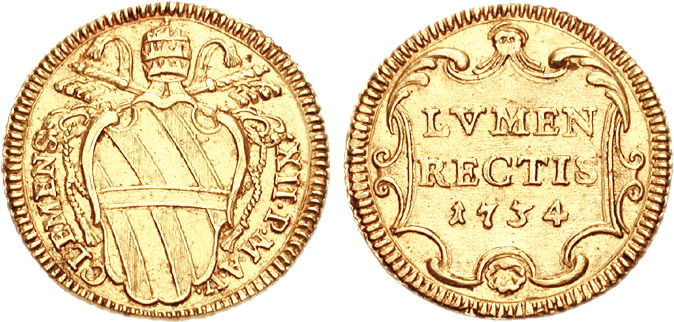
Скудо Папской области первой половины XVIII века
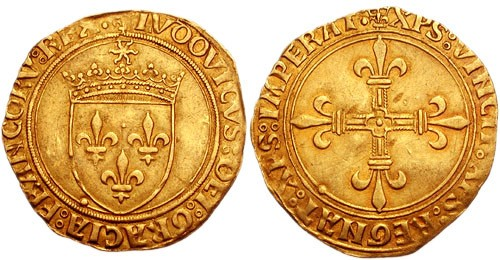
Французский экю конца XV века

## Монеты XV—XVIII веков

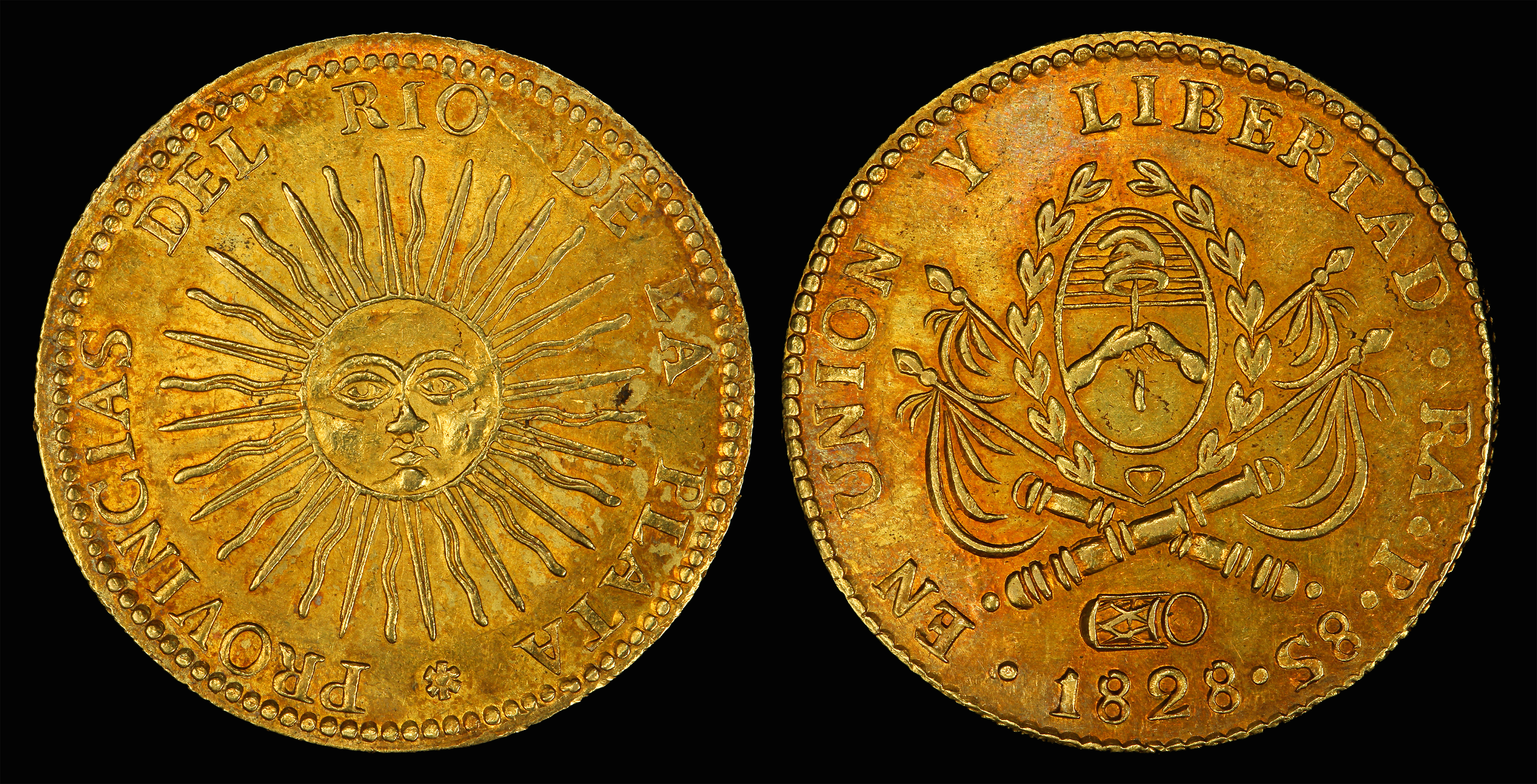
8 эскудо Соединённых провинций Южной Америки 1828 года

В Новое время золотые эскудо выпускали Испания и Португалия:
- испанский золотой эскудо (XVI—XVIII века с содержанием чистого золота в размере 3,03—3,09 г);
- португальский золотой эскудо (XV и XVIII века с содержанием чистого золота в размере 3,28—3,43 г).

Кроме того, в Испании чеканились дробные и кратные:
- ½ эскудо, получивший название «эскудильо» (исп. escudillo — маленький щит), «коронилла», «коробилья» ((исп. coronilla, corobilla — маленькая корона) или «золотой пиастр»[13][14];
- 2-кратный эскудо, в Испании — «дублон» (исп. doblón), в международной торговле — «пистоль»[15]; в итальянских государствах монеты этого типа называли доппиями[16];
- 4-кратный эскудо, в Испании — «дублон де куатро» (исп. doblón de a cuatro — дублон из четырех [частей]), в международной торговле — просто «дублон»[17], в итальянских государствах — «квадрупла»[18];
- 8-кратный эскудо, в Испании — «онса де оро» (исп. onza de oro — золотая унция), «песо дуро де оро» (исп. peso duro de oro) — тяжелый золотой песо), «дублон де очо» (исп. doblón de a ocho — дублон из восьми [частей]), международное название — «квадрупль»[17].

## Валюты XIX—XX веков

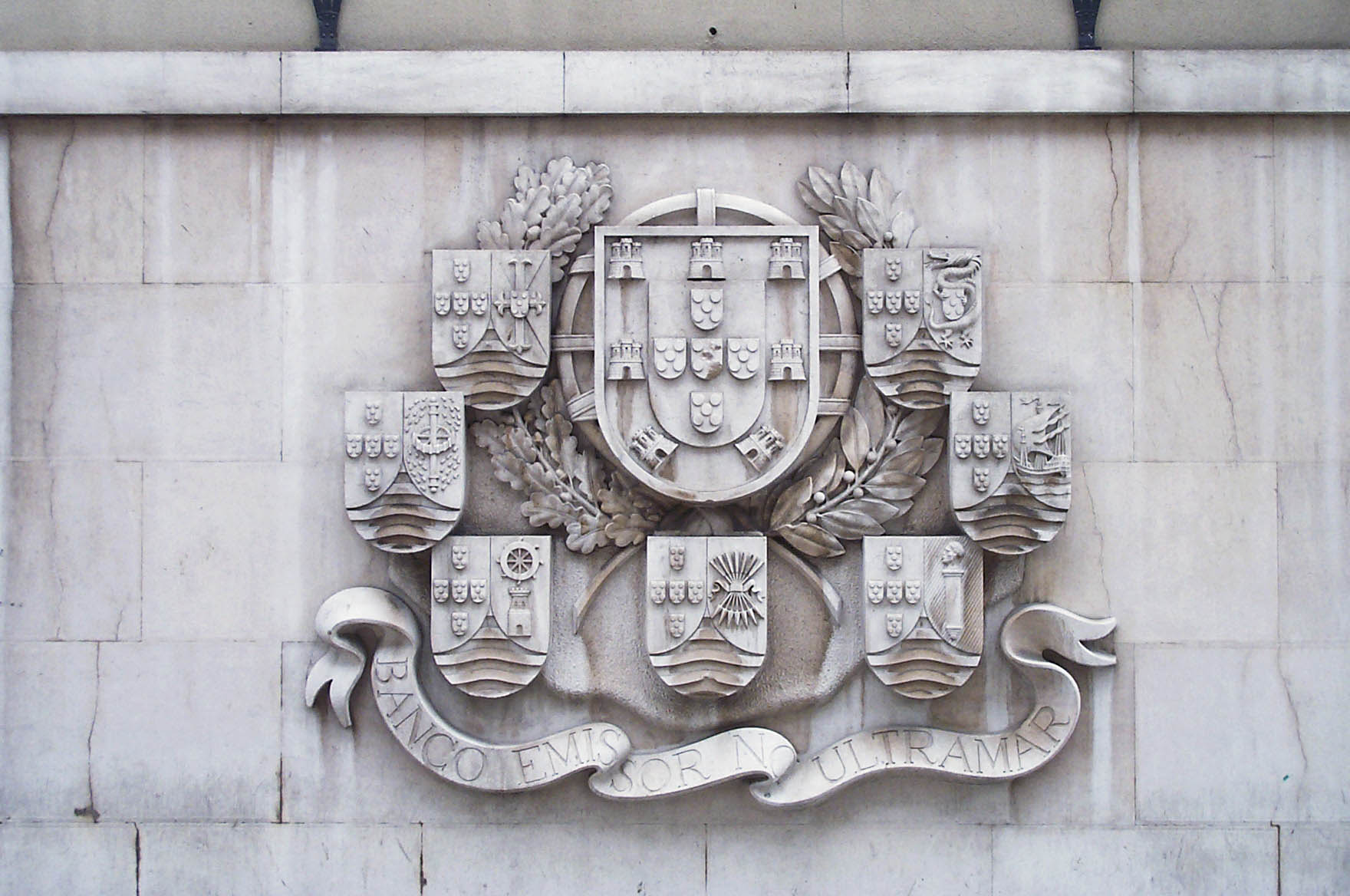
Герб Португалии в окружении гербов её колоний на здании португальского Национального заморского банка

В XIX—XX веках название «эскудо» носили следующие валюты:
- испанский эскудо (1864—1868 годы), заменённый песетой;
- филиппинский эскудо (1870—1871);
- португальский эскудо (1911—2002), заменённый денежной единицей евро;
- чилийский эскудо (1960—1975), заменённый денежной единицей песо.

Кроме того, существовали разновидности заморского эскудо:
- ангольский эскудо (1914—1928 и 1958—1977 годы; в 1928—1958 — носил название анголар);
- тиморский эскудо;
- эскудо Португальской Гвинеи;
- мозамбикский эскудо;
- эскудо Островов Зелёного Мыса;
- эскудо Португальской Индии;
- эскудо Сан-Томе и Принсипи.

Их курс был привязан в соотношении 1:1 к португальскому эскудо.
Единственная находящаяся в обращении валюта, которая носит название «эскудо» сегодня, — эскудо Кабо-Верде, который в 1977 году заменил эскудо Островов Зелёного Мыса.